# Stemmen van Toen
Stemmen van Toen is een Nederlandse online documentairereeks, die in 2014 werd opgezet en ontwikkeld door content-creator Niels Groffen, in samenwerking met vlogger Yvar de Groot. In deze reeks krijgt men een blik achter de schermen bij onder andere het vertalen en inspreken van de Nederlandse versies van buitenlandse producties, zoals Ducktales of Spongebob Squarepants, als ook het inspreken van origineel Nederlands product zoals De Fabeltjeskrant.
Sinds de start in 2014 zijn er negen volwaardige afleveringen verschenen. Tussen de grote afleveringen door verschijnen er ook kleinere, losstaande filmpjes, waarin een stemacteur of -actrice bijvoorbeeld een kleine toelichting geeft of nog eens gestalte geeft aan een rol die ze mochten inspreken. Zo leent Paul van Gorcum, de eerste Nederlandse stem van Gargamel uit De Smurfen, nog één keer zijn stem aan het personage en brengt Laura Vlasblom ruim dertig jaar later als Ariël uit De kleine zeemeermin het liedje 'Dat is mijn wens' ten gehore.
Daarnaast heeft Stemmen van Toen gezorgd voor een opleving rondom Shin Chan. Toen in 2016 in een interview met Melise de Winter, de originele stemactrice die Shin Chan van zijn stem voorzag, ter sprake kwam dat ze graag nieuwe afleveringen wilde inspreken, werd er een crowdfundingsactie aangekondigd. Het doel werd in eerste instantie behaald, maar door rechtengerelateerde problemen kwam het project niet van de grond.
Ambassadeurs van het project zijn onder anderen stemacteurs en -regisseurs Bob van der Houven en Arnold Gelderman.

## Afleveringen
| Aflevering | Productie             | Verschijningsdatum                                      | Acteurs/regisseurs/technici/vertalers |
| ---------- | --------------------- | ------------------------------------------------------- | --- |
| 1          | Ducktales             | 17 mei 2014                                             | Arnold Gelderman, dialoogregie/stem Bengel Boef, Babyface Boef, Hassan Bob van der Houven, stem Kwik, Kwek en Kwak Sacco van der Made † (vermeld), stem Dagobert Duck |
| 2          | De Smurfen            | 4 juni 2014                                             | Arnold Gelderman, dialoogregie/stem o.a. Lolsmurf, Kleermakersmurf, Ridder Colewijn Paul van Gorcum, dialoogregie/stem o.a. Gargamel, Moppersmurf, Muzieksmurf, Omnibus, Vader Tijd Joop Visch † (vermeld), producent Ger Smit † (vermeld), stem o.a. Grote Smurf, Potige Smurf, Bolle Gijs Frans van Dusschoten † (vermeld), stem o.a. Brilsmurf, Knutselsmurf, Boerensmurf, Slonssmurf, Azraël, Balthazar Corry van der Linden † (vermeld), stem o.a. Smurfin, Klungelsmurf Fred Butter (vermeld), stem o.a. Brilsmurf, Knutselsmurf, Azraël Carol van Herwijnen † (vermeld), stem o.a. Grote Smurf |
| 3          | De Fabeltjeskrant     | 30 april 2015                                           | Meindert de Goede, dialoogregie/audiotechniek Elsje Scherjon, stem Juffrouw Kato Ooievaar, Caroline Ooievaar, Greet Koe, Greta 2, Truus de Mier, Jodokus de Marmot, Stoffel de Schildpad, Doortje Spreeuw, Flora Nachtegaal, Zaza Zebra, Martha Hamster, Myra Hamster (1972-1974, 1985-1992), Oléta Vulpécula, Borita, Pepijn de Kater, Blinkert de Bliek, Frija Forel, Gies de Vlieg, Timme de Hond, Toeter de Olifant, Arie de Rat, Marius de Bok, Mia de Muilezel Ger Smit † (vermeld), stem Meneer Crox de Raaf, Ed Bever, Bor de Wolf, Lowieke de Vos, Zoef de Haas, Myra Hamster (1968-1971), Ome Gerrit, Harry Lepelaar, Meindert het Paard, Woefdram, John Maraboe, Irma de Krekel, Sjefke Schelm, George de Wezel, Orm de Aap, Koning Arthur de Leeuw, Stokebrand de Mug, Asa de Spin, Cas de Kraai, Maup Muis Frans van Dusschoten † (vermeld), stem Meneer Jacob de Uil, Willem Bever, Momfer de Mol, Droes de Beer, Wasa de Beer, Chico Lama, Piet de Pad, Teun Stier, Hondje Woef, Melis Das, Thijl Schavuit, Plons de Kikvors, Wip de Eekhoorn Leen Valkenier † (vermeld), o.a. bedenker en schrijver Thijs Chanowski † (vermeld), producent (serie 1) Loek de Levita † (vermeld), producent (serie 2-3)                                                                                               |
| 4          | SpongeBob SquarePants | 8 november 2015                                         | Jan Nonhof, dialoogregie (2002-2021)/stem Octo Tentakel (2002-2023) Lex Passchier, stem SpongeBob SquarePants Just Meijer, stem Patrick Ster (2002-2017) Sander de Heer, stem Meneer Eugene Krabs |
| 5          | De Leeuwenkoning      | 1 februari 2016                                         | Arnold Gelderman, dialoogregie/stem Scar Paul van Gorcum, stem Zazoe Freddy Gumbs, stem Rafiki David Verbeeck, stem Timon Door Van Boeckel, stem Pumbaa Coen Flink † (vermeld), stem Mufasa |
| 6          | Winnie de Poeh        | 27 februari 2016                                        | Maria Lindes, dialoogregie Hilde de Mildt, dialoogregie Harrie Geelen, dialoogregie/stem Winnie de Poeh (1986) Beatrijs Sluijter, dialoogregie/stem Kanga (1990-heden) John de Winter, stem Knorretje (1990-2011) Frits Lambrechts, stem Teigetje (1990-2000) Hein Boele †, stem Konijn (1990-2018) Reinder van der Naalt, stem Graver (1990-1991) Kick Stokhuyzen † (vermeld), stem Winnie de Poeh (1990-2009) Job Schuring (vermeld), stem Winnie de Poeh (2009-heden) Kees van Lier (vermeld), stem Teigetje (2000-heden) Jérôme Reehuis † (vermeld), stem Uil (1990-2011) |
| 7          | Harry Potter          | 28 april 2016                                           | Edward Reekers, dialoogregie/stem Haast Onthoofde Henk, Tom, Roelof Malkander Trevor Reekers, stem Harry Potter Adriaan van Veldhuizen, stem Ron Wemel (vanaf film 2) Eveline Beens, stem Hermelien Griffel Hans Hoekman †, stem Rubeus Hagrid Paula Majoor, stem Minerva Anderling Sander van der Poel, stem Draco Malfidus Just Meijer, stem Severus Sneep (film 1 en 2) Filip Bolluyt, stem Lucius Malfidus (film 2), Severus Sneep (vanaf film 3) Reinder van der Naalt, stem Filius Banning, Grijphaak Hein Boele †, stem Hildebrand Slakhoorn, Knijster Bob van der Houven, stem Dobby Phil Rommy † (vermeld), stem Ron Wemel (film 1) Wim van Rooij † (vermeld), stem Albus Perkamentus Hajo Bruins (vermeld), stem Lucius Malfidus (vanaf film 3) Max Beens (vermeld), stem Marcel Lubbermans Eddy Worsteling (vermeld), audiotechniek |
| 8          | Dommel                | 7 mei 2016                                              | Meindert de Goede, dialoogregie Hans Hoekman †, stem Dommel Jan Anne Drenth, stem Semafoor, Balthazar Maria Lindes, stem Mevrouw Beatrix Beatrijs Sluijter, stem Cherry |
| 9          | Toy Story             | 24 juni 2019 (besloten première), 29 juni 2019 (online) | Arnold Gelderman, dialoogregie (Toy Story 1, Toy Story 2)/stem Sergeant (Toy Story 1, Toy Story 2), Zurg (Toy Story 2) John Tak, vertaling (Toy Story 1) Wim Post, audiotechniek (Toy Story 1) Peter Oskam, audiotechniek (Toy Story 2) Gijs Scholten van Aschat, stem Woody Pride (Toy Story 1) Chiem van Houweninge, stem Slinky Ronald Van Rillaer †, stem Meneer Aardappelhoofd Beatrijs Sluijter, stem Mevrouw Davis Angélique de Bruijne, stem Jessie Jane Marlies Somers, stem Barbie Roberts (Toy Story 2) Huub Dikstaal, stem Woody Pride (Toy Story 3, Toy Story 4) Jan Elbertse, stem Buzz Lightyear (Buzz Lightyear of Star Command (vanaf aflevering 2), Toy Story 3, Toy Story 4) Coen van Vrijberghe de Coningh † (vermeld), stem Buzz Lightyear (Toy Story 1) Arjan Ederveen (vermeld), stem Rex Luk Van Mello † (vermeld), stem Hamm, tevens in Vlaamse nasynchronisatie (Toy Story 1, Toy Story 2) Monique van de Ven (vermeld), stem Bo Peep Peter Paul Muller (vermeld), stem Woody Pride (Toy Story 2) Kees Prins (vermeld), stem Buzz Lightyear (Toy Story 2, Buzz Lightyear of Star Command (pilot, aflevering 1)) Corry van der Linden † (vermeld), stem Mevrouw Aardappelhoofd (Toy Story 2) Lou Landré (vermeld), stem Zeurpiet Huub van der Lubbe (vermeld), zang titelsong (Toy Story 1) |
| 10         | Rebellious            | 22 februari 2025                                        | Andy van Veen, dialoogregie/vertaling/stem Ronan Niels Groffen, maker van Stemmen van Toen/stem Dorpsgek Amber Delil, stem Prinses Mina Tygo Gernandt, stem Rogdai Fred Butter, stem Kezabor Reinder van der Naalt, stem Finn Sander de Heer, stem Koning Paul van Gorcum, stem Wachter Simone Kleinsma, stem Nahina Arnold Gelderman (vermeld), overige stemmen |

## Speciale video's
| Personage/stemrol                                                                                                   | Mediaproductie | Verschijningsdatum | Acteurs/regisseurs/technici/vertalers |
| --- | --- | ------------------ | --- |
| Geest | Aladdin | 1 mei 2014         | Arnold Gelderman, dialoogregie/stem Prins Achmed, Rasoul Pierre Bokma (vermeld), stem Geest |
| vertelstem | De Snorkels | 1 mei 2014         | Arnold Gelderman, stem Verteller |
| Nederlandse versie                                                                                                  | Finding Nemo | 9 mei 2014         | Arnold Gelderman, dialoogregie/stem Jacques Jasper Sohier (vermeld), stem Nemo Jeroen van Koningsbrugge (vermeld), stem Marlin |
| Kapitein Haak | Terug naar Nooitgedachtland | 4 juni 2014        | Paul van Gorcum, stem Kapitein Haak |
| Basil Holmuis | De Speurneuzen | 18 augustus 2014   | Paul van Gorcum, stem Basil Holmuis |
| Juf Vogel | Jimmy Neutron | 18 augustus 2014   | Paula Majoor, stem Juf Vogel |
| Sebastiaan de Krab                                                                                                  | De kleine zeemeermin | 18 augustus 2014   | Arnold Gelderman, dialoogregie/stem Louis, Zeepaard Freddy Gumbs, stem Sebastiaan |
| Nederlandse versie (1986 vs. 1991)                                                                                  | Het Grote Verhaal van Winnie de Poeh | 22 augustus 2014   | Harrie Geelen (vermeld), dialoogregie/stem Winnie de Poeh (1986) Wim T. Schippers (vermeld), stem Knorretje (1986) Coen Flink † (vermeld), stem Teigetje (1986) Paul van Gorcum (vermeld), stem Konijn (1986) Maria Lindes (vermeld), dialoogregie (1991) Kick Stokhuyzen † (vermeld), stem Winnie de Poeh (1991) John de Winter (vermeld), stem Knorretje (1991) Frits Lambrechts (vermeld), stem Teigetje (1991) Hein Boele (vermeld), stem Konijn (1991) |
| Timmy's pap | Fairly Odd Parents | 10 oktober 2014    | Louis van Beek, stem Timmy's pap Jan Nonhof (vermeld), dialoogregie/stem Denzel Crocker |
| Pippi Langkous | Pippi Langkous | 17 oktober 2014    | Paula Majoor, stem Pippi Langkous Trudy Libosan (vermeld), stem Tommy Ida Bons (vermeld), stem Annika |
| Sinterklaas | Sinterklaas | 31 december 2014   | Paul van Gorcum, stem Sinterklaas |
| Stitch | Lilo & Stitch | 6 januari 2015     | Bob van der Houven, stem Stitch, tevens in Vlaamse, Duitse en Italiaanse nasynchronisatie Arnold Gelderman (vermeld), dialoogregie Nederlandse nasynchronisatie |
| Stemmen achter Villa Volta                                                                                          | Villa Volta | 31 januari 2015    | Hein Boele, stem Verteller Jules Croiset, stem Hugo van den Loonsche Duynen |
| Elmo | Sesamstraat | 31 januari 2015    | Hein Boele, stem Elmo |
| Dokter Snuggles | Doctor Snuggles | 19 maart 2015      | Jules Croiset, stem Dokter Snuggles |
| Denzel Crocker | Fairly Odd Parents | 16 mei 2015        | Jan Nonhof, dialoogregie/stem Denzel Crocker |
| Ash Ketchum | Pokémon | 10 augustus 2015   | Christa Lips, stem Ash Ketchum Joop Pieëte † (vermeld), audiotechniek Loes Kok † (vermeld), producent |
| Meowth | Pokémon | 12 augustus 2015   | Jan Nonhof, stem Meowth (seizoen 1-7) |
| De Daltons | Lucky Luke | 6 november 2015    | Jules Croiset, stem Joe Dalton Sander de Heer, stem Averell Dalton |
| Mevrouw Tuit | Belle en het beest | 22 januari 2016    | Henny Orri †, stem Mevrouw Tuit Arnold Gelderman (vermeld), dialoogregie/stem Lumière |
| Takel | Cars | 20 februari 2016   | Frits Lambrechts, stem Takel Marty de Bruijn (vermeld), dialoogregie (Cars 1, Cars 2) |
| Team Rocket | Pokémon | 10 maart 2016      | Hilde de Mildt, stem Jessie Bram Bart † (vermeld), stem James (seizoen 1-7) Paul Disbergen (vermeld), stem James (seizoen 8-) Beatrijs Sluijter (vermeld), dialoogregie/stem Delia Ketchum Joop Pieëte † (vermeld), audiotechniek Loes Kok † (vermeld), producent |
| Koekiemonster | Sesamstraat | 15 maart 2016      | Hero Muller †, stem Koekiemonster |
| Olaf | Frozen | 25 maart 2016      | Hilde de Mildt, dialoogregie Carlo Boszhard, stem Olaf |
| Shinchan | Shinchan | 27 maart 2016      | Melise de Winter, stem Shinchan Joop Pieëte † (vermeld), audiotechniek Loes Kok † (vermeld), producent |
| Zuko | Avatar: De Legende van Aang | 19 april 2016      | Sander van der Poel, stem Zuko Edward Reekers, dialoogregie/stem Avatar Roku |
| Boes | Boes | 23 april 2016      | Guido Jonckers, stem Boes |
| Freddi en Loebas | Freddi Fish | 18 juni 2016       | Leen Persijn, stem Freddi Fish Dirk Denoyelle, stem Loebas |
| Prinsessenspecial: Assepoester Doornroosje Belle                                                                    | o.a. Assepoester Doornroosje Belle en het Beest | 22 juli 2016       | Joke de Kruijf, stem Assepoester, Doornroosje en Belle Henk Poort (vermeld), stem Gaston Arnold Gelderman (vermeld), dialoogregie/stem Lumière (Belle en het Beest), Jaq (Assepoester), Doorman (Assepoester) |
| Hagrid | Harry Potter Vlaamse versie | 10 augustus 2016   | Dirk Denoyelle, stem Rubeus Hagrid, Voldemort en Sirius Zwarts |
| Nederlandse versie (werkopnames uit 1989)                                                                           | Oliver & Co. | 19 oktober 2016    | Arnold Gelderman (vermeld), dialoogregie/stem Einstein Frits Lambrechts (vermeld), stem Dodger Yuri Lucassen (vermeld), stem Oliver |
| Aang | Avatar: De Legende van Aang | 30 november 2016   | Jimmy Lange, stem Aang |
| Nasynchronisatie met Harrie Geelen                                                                                  | o.a. Jungle Boek De Aristokatten De Speurneuzen Sneeuwwitje en de Zeven Dwergen Robin Hood Peter Pan 101 Dalmatiërs Het Grote Verhaal van Winnie de Poeh Frank en Frey Oliver & Co. | 2 maart 2017       | Harrie Geelen, nasynchronisatievertaler en -regisseur/stem o.a. Buzzy (Jungle Boek) Hanneke van Bogget, nasynchronisatievertaler, o.a. Jungle Boek 2 John Tak, nasynchronisatievertaler, o.a. Pocahontas Arnold Gelderman, nasynchronisatievertaler en -regisseur/stem o.a. Kaa (Jungle Boek) Jules Croiset, stem o.a. Shere Khan (Jungle Boek) Coen Flink † (vermeld), stem o.a. Baloe (Jungle Boek) |
| Baron Hooghmoed | Baron 1898 | 10 augustus 2017   | Paul van Gorcum, stem Baron Hooghmoed |
| Aladdin | Aladdin | 24 maart 2018      | Bart Bosch, stem Aladdin Laura Vlasblom (vermeld), stem Jasmine Johnny Kraaijkamp jr. (vermeld), stem Koopman Arnold Gelderman (vermeld), dialoogregie/stem Prins Achmed, Rasoul |
| Iago | Aladdin | 31 maart 2018      | Bram Biesterveld †, stem Iago Arnold Gelderman (vermeld), dialoogregie/stem Prins Achmed, Rasoul |
| o.a. Wendy Ariël Jasmine Duimelijntje Terpsichore Barbie Roberts Gloria het nijlpaard Nicole Watterson Katrien Duck | o.a. Peter Pan De kleine zeemeermin Aladdin Duimelijntje Hercules Barbie Madagascar The Amazing World of Gumball Mickey Mouse Clubhouse e.v.a.                                      | 29 mei 2018        | Laura Vlasblom, stemactrice en -regisseuse Arnold Gelderman (vermeld), nasynchronisatievertaler en -regisseur/stem o.a. Louis (De kleine zeemeermin), Zeepaard (De kleine zeemeermin), Prins Achmed (Aladdin), Rasoul (Aladdin), Koning Rupert (Duimelijntje) Rolf Koster (vermeld), stem o.a. Prins Cornelius (Duimelijntje) Lucretia van der Vloot (vermeld), stem o.a. Thalia (Hercules) Ingrid Simons (vermeld), stem o.a. Calliope (Hercules) Daniëlle Mulder (vermeld), stem o.a. Clio (Hercules) Babette Labeij (vermeld), stem o.a. Melpomene (Hercules) |
| Ursula | De kleine zeemeermin | 3 juni 2018        | Nelly Frijda, stem Ursula Arnold Gelderman, dialoogregie/stem Louis, Zeepaard |
| Raspoetin | Anastasia | 9 september 2018   | Peter Oskam, audiotechniek Arnold Gelderman, dialoogregie/stem Vladimir Vanya Vanitsky Vasilovisch Ernst Daniël Smid, stem Raspoetin (zang) Coen van Vrijberghe de Coningh † (vermeld), stem Raspoetin (dialoog) |
| Stemmen Mastermovies                                                                                                | Mastermovies | 13 november 2018   | Paul Huig Merijn Scholte-Albers |
| Li Shang en Dokter Facilier                                                                                         | Mulan en De Prinses en de Kikker | 31 augustus 2025   | Stanley Burleson, stem Kapitein Li Shang, Dokter Facilier Beatrijs Sluijter (vermeld), dialoogregie Maria Lindes (vermeld), dialoogregie/stem Fa Li Linda Wagenmakers (vermeld), stem Fa Mulan/Ping, Tiana Carol van Herwijnen † (vermeld), stem Generaal Li Carlo Boszhard (vermeld), stem Mushu Victor van Swaay (vermeld), stem Yao Huub Dikstaal (vermeld), dialoogstem Ling/zang Ik maak jullie elk tot een man! Edward Reekers (vermeld), zangstem Ling/zang Te vechten voor een vrouw Jon van Eerd (vermeld), stem Ching-Po Hans Dagelet (vermeld), stem Chi-Fu Ton Lutz † (vermeld), stem De Keizer Bram van der Vlugt † (vermeld), stem Fa Zhou Lia Dorana † (vermeld), stem Grootmoeder Fa Ingeborg Uijt den Bogaard † (vermeld), stem Grootmoeder Fa Marc Krone (vermeld), stem Ling Jann Cnossen (vermeld), stem Prinses Mei Lottie Hellingman (vermeld), stem Prinses Su Maaike Widdershoven (vermeld), stem Prinses Ting-Ting Georgina Verbaan (vermeld), stem Charlotte La Bouff Hein Boele † (vermeld), stem Lawrence Jeroen van der Boom (vermeld), stem Prins Naveen van Maldonië |